# Município de Canton (Ohio)
Localização do Ohio nos E.U.A.
O município de Canton (em inglês: Canton Township) é um local localizado no condado de Stark no estado estadounidense de Ohio. No ano 2010 tinha uma população de 13102 habitantes e uma densidade populacional de 224,24 pessoas por km².

## Geografia
O município de Canton encontra-se localizado nas coordenadas 40° 45′ 20″ N, 81° 21′ 34″ O. Segundo a Departamento do Censo dos Estados Unidos, o município tem uma superfície total de 58.43 km², da qual 58.04 km² correspondem a terra firme e (0.66%) 0.39 km² é água.

## Demografia
Segundo o censo de 2010, tinha 13102 pessoas residindo no município de Canton. A densidade de população era de 224,24 hab./km².